# Daniela Djokic
Daniela „Dani“ Djokic (* 2004) ist ein deutsches Model. Sie wurde 2025 Siegerin der 20. Staffel von Germany’s Next Topmodel.

## Leben und Karriere
Djokic’ Familie stammt aus Serbien und lebt in Ostfildern in Baden-Württemberg. Sie hat einen jüngeren Bruder. Sie besuchte das Theodor-Heuss-Gymnasium Esslingen und studiert in Stuttgart Englisch und Deutsch für das Lehramt an Gymnasien. Seit 2022 ist sie als Model tätig, war über die Agentur Louisa Models zu buchen und arbeitete unter anderem für die Marken Joop und Hugo Boss.
Djokic nahm 2025 an der 20. Staffel von Germany’s Next Topmodel teil und erhielt im Verlauf mehrere Modelaufträge u. a. eine Kampagne für Zadig&Voltaire x Douglas, eine Fotostrecke in der InStyle Germany sowie die Bademodenausgabe und die Titelseite der Sports Illustrated Germany. Im Finale im Juni 2025 wurde sie von Moderatorin Heidi Klum zur Siegerin gekürt. Sie setzte sich gegen die weiteren Finalistinnen Zoe Rötzel und Magdalena Milic durch, während in der parallel ausgetragenen Männerkategorie Moritz Rüdiger siegte. Sie erhielt 100.000 Euro Preisgeld, einen Werbevertrag mit L’Oréal und zierte das Cover der deutschen Ausgabe der Harper’s Bazaar. Im Juli 2025 lief sie auf der Berlin Fashion Week für Kilian Kerner und Marcel Ostertag.